# Parque Stationers

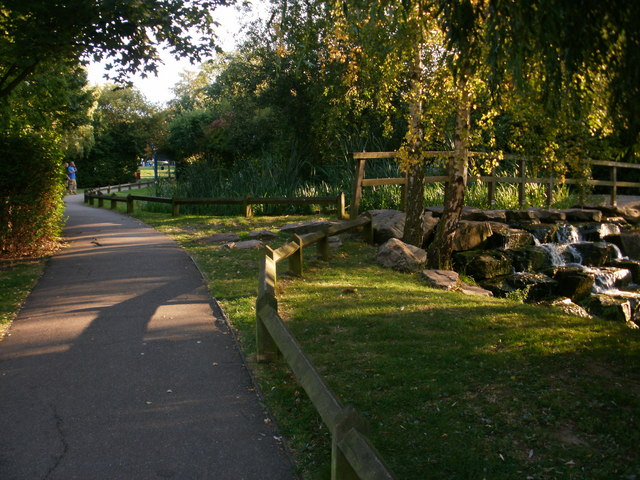
O parque em Haringey.

O Parque Stationers é um parque de 1,5 hectares no borough londrino de Haringey. Foi construído no antigo lugar da escola  The Stationers' Company's School. Adultos e crianças de todas as idades extensivamente utilizam o parque para esportes, jogos, eventos organizados e piqueniques. No parque, está localizada uma cachoeira, variedade de plantas, animais selvagens além de pontes.
Os transportes públicos a uma curta distância próximos incluem a Finsbury Park station, Harringay railway station e a rota de ônibus W5 bus.